# Telecommunications Management Network

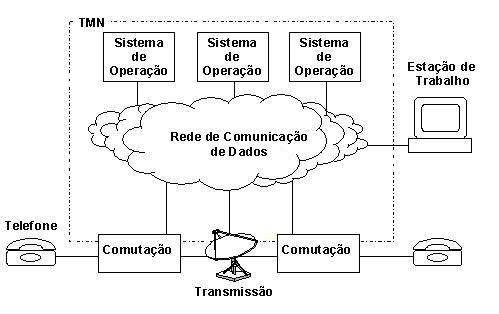
Sistemas de Telecomunicações - Relação entre TMN e rede de telecomunicações.

O Modelo TMN (do inglês: Telecommunications Management Network) ou Rede de Gerência de Telecomunicações, é um conjunto de padrões internacionais especificados pelo ITU-T para gerenciamento de rede de telecomunicações, isto é, conjunto de sistemas necessários ao suporte da gerência da rede e dos serviços de telecomunicações nas atividades de planeamento, provisionamento, instalação, manutenção, operação e administração.
O TMN que implementa a Gerência de Redes de Telecomunicações através de sistemas de suporte à operação (Sistemas de Informação), fornecendo funções de gerenciamento para redes e serviços de telecomunicações, sendo que os sistemas que compõem a TMN se comunicam entre si, com os equipamentos da rede e com sistemas de outras TMN.. O modelo é utilizado pelas empresas carriers ou operadoras que oferecem serviços de telecomunicações, como as americanas: AT&T, Sprint, e européias: France Telecom (atual Orange S.A.), Telefónica, entre outras.
O relacionamento entre a TMN e a Rede de Telecomunicações é mostrado na figura abaixo pela linha a tracejado. A TMN consiste das funções necessárias para gerir serviços e equipamentos da rede ou de telecomunicações, chamados de elementos de rede (NE), que podem ser, por exemplo, os equipamentos de telecomunicações. Os sistemas da TMN, chamados de sistemas de suporte à operação (OSS), podem comunicar entre si, com os NE ou com sistemas que pertencem a outras redes de gerência. Diferentes TMN podem pertencer a uma ou mais carriers de serviços de telecomunicações.
O conceito básico da TMN é permitir uma arquitetura aberta organizada para permitir vários tipos de sistemas de operação e equipamentos de telecomunicações operando em harmonia para troca de informações de gerência. Quando estes conceitos foram definidos pelos padrões TMN, ficou reconhecido que muitos provedores de redes e serviços já possuíam uma grande infra-estrutura de sistemas existentes, redes e equipamentos instalados que deveriam ser incorporados dentro da arquitetura TMN. Por isso a arquitetura funcional foi intencionalmente projetada para acomodar uma grande variedade de soluções operacionais, gerenciar sistemas bastante heterogêneos que caracterizam a rede de telecomunicações.
A Arquitetura TMN
Basicamente, a TMN é uma estrutura organizada para transmissão de dados entre os sistemas de informação de gerência e equipamentos de telecomunicações. Essa ligação visa a troca de informações de gerenciamento através de interfaces padronizadas, incluindo a definição de protocolos e mensagens.
Dessa forma, a TMN pode gerenciar os seguintes tipos de redes e serviços:
- redes públicas e privadas incluindo todas as suas partes componentes e infra-estrutura, desde redes de telefonia móvel, redes virtuais, redes inteligentes, redes de longa distância, até redes metropolitanas e redes de computadores;

- computadores de grande porte, servidores de arquivos, de sistemas gerenciadores de banco de dados e de redes;

- terminais de transmissão como multiplexadores, roteadores (router) e equipamentos de transmissão síncrona SDH;

- sistemas de transmissão digital e analógica baseados em cabo coaxial, par trançado, fibra óptica, rádio e satélite;

- PABX (Private Automatic Branch Exchange) e terminais de usuários;

- sistemas para provisionamento de serviços de telecomunicações;

- sistemas de suporte, energia e Infra-estrutura para Sistemas de Telecomunicações;

- a própria TMN e toda a sua arquitetura de gerência;

- quaisquer serviços oferecidos pelos sistemas citados nos itens acima.

A TMN considera as redes e os serviços de telecomunicações como um conjunto de sistemas cooperativos para gerenciá-los de forma harmônica e integrada. O modelo TMN clássico divide-se em três arquiteturas que devem ser consideradas no projeto de uma plataforma de gerência: funcional, de informação e física. Esse conjunto de componentes básicos serve para a construção da gerência das redes como também o relacionamento entre estes componentes.
- Nível 1- Arquitetura física
- Nível 2- Arquitetura de informação
- Nível 3- Arquitetura funcional

## Arquitetura de Informação do Modelo TMN
Arquitetura de Informação do modelo TMN são as informações trocadas entre os diversos sistemas de gerenciamento definem a arquitetura de informação, segundo nível da TMN. Define a comunicação entre o sistema de gerência e o elemento de rede (sistema ou equipamento) a ser gerenciado, baseado no modelo de orientação a objetos. Os conceitos de orientação a objetos e comunicação gerente/agente são a base dessa arquitetura da informação. 

## Modelo de Informação
É usado para definir a visão orientada a objetos de um sistema gerenciado através de interfaces TMN dos gerentes e agentes.
Para gerenciar a rede de telecomunicações é necessário que se conheça as características dos sistemas componentes da rede e dos recursos (serviços de telecomunicações) a serem gerenciados. O modelo de informação padroniza as informações de gerência que são trocadas entre esses elementos através de interfaces padrão. O sistema de gerência é comumente chamado de sistema gerente enquanto que os sistemas gerenciados são chamados de sistemas agentes.
A informação trocada pelos sistemas de gerência é estruturada como objetos gerenciados, por sua vez os objetos que implementam as funções de gerência representam os recursos da rede de telecomunicações como dados e funções. O objeto gerenciado é uma abstração de um recurso real (por exemplo, um modem, um rádio, etc.) e representa suas propriedades. O objeto gerenciado é definido por atributos, operações de gerenciamento que lhe podem ser aplicadas, pelo comportamento apresentado em resposta a estímulos internos ou externos e pelas notificações por ele emitidas.
O modelo de informação não limita a implementação dos sistemas de gerência de rede de telecomunicações, pelo contrário, possui uma série de características de sistema aberto:
- Um recurso pode ser representado por um ou mais objetos gerenciados, sendo que no caso de ser representado por múltiplos objetos, cada um deles representa uma visão diferente do recurso. Por exemplo, uma central telefônica pode ser representada e gerenciada na rede da Embratel e na rede da Telefónica.
- A correspondência de que para cada objeto gerenciado se tenha um recurso real não é necessariamente verdadeira.
- Objetos gerenciados podem representar recursos lógicos. Por exemplo, um sistema operativo.
- Só os recursos modelados por objetos gerenciados são percebidos pelos sistemas de gerência.
- Um objeto gerenciado pode fornecer uma visão abstrata de recursos representados por outros objetos gerenciados.
- Um objeto gerenciado pode estar contido em outro.

## Sistemas Gerentes e Agentes
O Gerenciamento de um ambiente de telecomunicações é uma aplicação típica de processamento de informação. Sendo a rede de telecomunicações em si um ambiente distribuído, seu gerenciamento e intrinsecamente uma aplicação distribuída, envolvendo o intercâmbio de informações entre processos de gerência com o objetivo de monitoração e controle de recursos físicos (equipamentos) e recursos lógicos (software) da rede.
Os processos do sistema de gerenciamento assumem um dos possíveis papeis:
- Sistema 1 - Gerente: é a parte da aplicação distribuída que emite operações de gerenciamento e recebe notificações.
- Sistema 2 - Agente: é a parcela da aplicação distribuída que gerencia os objetos associados. O papel de agente é responder as operações de gerenciamento emitidas pelo gerente, e também fornecer ao gerente uma visão destes objetos, emitindo notificações que espelhem o comportamento dos mesmos.